# Ахали-Зирбити
Ахали-Зирбити (груз. ახალი ზირბითი) — село в Грузии, на территории Тетрицкаройского муниципалитета края (мхаре) Квемо-Картли.

## География
Село находится в юго-восточной части Грузии, вблизи истока реки Парцхисисцкали (приток реки Алгети), на расстоянии приблизительно 13 километров (по прямой) к северо-востоку от города Тетри-Цкаро, административного центра муниципалитета. Абсолютная высота — 1290 метров над уровнем моря.

## Население
По результатам официальной переписи населения 2014 года в Ахали-Зирбити проживало 52 человека (22 мужчины и 30 женщин). В национальной структуре населения грузины составляли 100 %.
| Год  | Население, человек |
| ---- | ------------------ |
| 2002 | 112                |
| 2014 | ↘ 52               |